# Friedrich Georg Hendel
Friedrich Georg Hendel (Vienna, 14 dicembre 1874 – Baden, 1936) è stato un entomologo austriaco.
Nei suoi studi entomologici si è occupato principalmente nell'ambito della tassonomia dei Diptera. La sua collezione entomologica è conservata nel Museo di Storia Naturale di Vienna.

## Descrizioni attribuite ad Hendel
- Hesperinidae (1928)
- Lygistorrhinidae (1936)

## Opere
- 1908 - Nouvelle classification des mouches à deux ailes (Diptera L.), d'après un plan tout nouveau par J. G. Meigen, Paris, an VIII (1800 v.s.). Mit einem Kommentar. Verh. Zool.-Bot. Ges. Wien 58: 43-69.
- 1910 - Über die Nomenklatur der Acalyptratengattungen nach Th. Beckers Katalog der paläarktischen Dipteren, Bd. 4. Wien. Ent. Ztg. 29: 307-313.
- 1914 - Diptera. Fam. Muscaridae, Subfam. Platystominae. Genera Ins. 157, 179 pp., 15 pls.
- 1914 - Die Arten der Platystominen. Abh. Zool.-Bot. Ges. Wien 8(1): 1-409, 4 pls.
- 1914 - Die Bohrfliegen Südamerikas. Abh. Ber. K. Zool. Anthrop.-Ethn. Mus. Dresden (1912) 14(3): 1-84, 4 pls.